# Fritillaria amana
Fritillaria amana là một loài thực vật có hoa trong họ Liliaceae. Loài này được (Rix) R.Wallis & R.B.Wallis mô tả khoa học đầu tiên năm 2002.